# Nilton Fernandes
Nilton Rogério Cardoso Fernandes, meglio noto come Nilton Fernandes o più semplicemente Nilton (Brava, 7 marzo 1979), è un ex calciatore capoverdiano, di ruolo centrocampista.

## Carriera

### Club
Dal 1998 al 2006 ha giocato nei campionati portoghesi (Esposende, Boavista, Desp. Aves, Gil Vicente, Marco, Salgueiros, Penafiel).
Seccessivamente ha cominciato a girare l'Europa: Koper in Slovenia, Ethnikos Achnas a Cipro, Maribor nuovamente in Slovenia, PSFK Černomorec Burgas in Bulgaria, Akritas Chlōrakas nella seconda serie cipriota.
Dopo aver giocato in Israele con il Maccabi I. Bat Yam ha dato l'addio al calcio giocato.

### Nazionale
Ha raccolto otto presenze con la nazionale capoverdiana.

## Palmarès

### Club

#### Competizioni nazionali
- Coppa di Slovenia: 1

Koper: 2006-2007
- Campionato sloveno: 1

Maribor: 2008-2009